# Kloster Touvet
Das Kloster Touvet war von 1970 bis 2015 ein französisches Kloster der Bernhardinerinnen von Esquermes in Saint-Bernard, Département Isère, Bistum Grenoble.

## Geschichte
1970 gründeten die Bernhardinerinnen (Mutterhaus: Kloster La Cessoie) in Saint-Bernard-du-Touvet das Kloster Notre-Dame des Petites-Roches, das 1987 zur Abtei erhoben wurde. Das ursprünglich für die Skiferien der von den Bernhardinerinnen geführten Schulen gedachte Kloster musste 2015 aufgegeben werden.